# Falange Socialista Boliviana
A Falange Socialista Boliviana (FSB) é uma força política nacionalista fundado em 15 de agosto de 1937 por Óscar Únzaga e outros cinco jovens universitários, em Santiago do Chile. Apesar de seu nome remetente à esquerda, é, na verdade, um partido de extrema-direita inspirado no fascismo. Desde seu nascimento colocou-se para enfrentar o poder mineiro. O partido foi o segundo maior partido legalizado do país entre os anos 1954 e 1974. Depois disso, seus seguidores começaram a gravitar para as candidaturas militares do general Juan Pereda (1978) e, principalmente, para a ADN, partido do ex-ditador Hugo Banzer .

## Ver Também
- Ação Democrática Nacionalista (Bolívia)
- Movimento Bolívia Livre
- Movimento Nacionalista Revolucionário (Bolívia)
- Movimento para o Socialismo